# Emanuele Galea
Emanuele Galea (auch Emanuel Galea; * 10. März oder 10. Dezember 1891 in Senglea; † 21. August 1974) war ein maltesischer römisch-katholischer Geistlicher und Weihbischof in Malta.

## Leben
Er war der jüngste Sohn von Joseph Galea und dessen Ehefrau Carmela Camilleri. Nach der Schulausbildung und der Entscheidung, Priester zu werden, trat er in das Priesterseminar der Diözese Malta ein und studierte Kanonisches Recht und Katholische Theologie an der Royal University of Malta, wo er zum Doctor theologiae promoviert wurde. Er empfing am 18. Dezember 1915 das Sakrament der Priesterweihe. Nach dem Ersten Weltkrieg setzte er seine Studien an der Gregoriana in Rom fort. Nach seiner Rückkehr arbeitete er von 1921 bis 1932 als Studienpräfekt und Lehrer für Lateinische Literatur am Erzbischöflichen Seminar. Von 1930 bis 1942 war er Professor für Kirchenrecht an der Royal University of Malta. 1942 berief Erzbischof Mauro Caruana ihn als Generalsekretär und Ehebandverteidiger an die erzbischöfliche Kurie.
Papst Pius XII. ernannte ihn am 9. Juni 1942 zum Titularbischof von Tralles in Asia und bestellte ihn zum Weihbischof in Malta. Die Bischofsweihe spendete ihm am 5. Juli desselben Jahres in der Kathedrale von Mdina – während ununterbrochener Bombardierung durch die deutsche Luftwaffe – der Bischof von Malta, Erzbischof Mauro Caruana OSB; Mitkonsekrator war Michele Gonzi, Bischof von Gozo.
Emanuele Galea nahm zwischen 1962 und 1965 an allen vier Sitzungsperioden des Zweiten Vatikanischen Konzils teil. Papst Paul VI. ernannte ihn 1965 anlässlich des Goldenen Priesterjubiläums zum Päpstlichen Thronassistenten.
Er starb im Alter von 83 Jahren im Ruf der Heiligkeit und wurde in Żejtun beigesetzt.

## Auszeichnungen
- Ritter des Ordens Pro Merito Melitensi